# Університет Наресуан
Університет Наресуан  (тай. มหาวิทยาลัยนเรศวร, англ. Naresuan University) — єдиний державний університет Таїланду. Розташований в передмісті Пхітсанулок. 
Заснований 29 липня 1991 року. Університет має 16 факультетів, де вчаться понад 22 000 студентів і викладають 1 300 викладачів. 
Університет Наресуан є важливим освітнім центром у нижній північній частині Таїланду.
Король Пхуміпон Адульядет (Рама IX) назвав університет Наресуан на честь короля Наресуана.